# Open du Pays d'Aix 2021
L'Open du Pays d'Aix 2021 è stato un torneo maschile di tennis giocato sulla terra rossa. È stata l'8ª edizione del torneo e faceva parte della categoria Challenger 125 nell'ambito dell'ATP Challenger Tour 2021. È stato giocato dal 14 al 20 giugno 2021 al Country Club Aixois di Aix-en-Provence, in Francia.

## Partecipanti

### Teste di serie
| Nazionalità | Giocatore               | Ranking* | Testa di serie |
| ----------- | ----------------------- | -------- | -------------- |
| Spagna      | Roberto Carballés Baena | 95       | 1              |
| Spagna      | Fernando Verdasco       | 99       | 2              |
| Argentina   | Facundo Bagnis          | 104      | 3              |
| Argentina   | Francisco Cerúndolo     | 117      | 4              |
| Perù        | Juan Pablo Varillas     | 130      | 5              |
| Spagna      | Carlos Taberner         | 137      | 6              |
| Francia     | Hugo Gaston             | 141      | 7              |
| India       | Sumit Nagal             | 143      | 8              |

- Ranking al 31 maggio 2021.

### Altri partecipanti
I seguenti giocatori hanno ricevuto una wild card per il tabellone principale:
- Arthur Cazaux
- Kyrian Jacquet
- Matteo Martineau

I seguenti giocatori sono entrati in tabellone come alternate:
- Javier Barranco Cosano
- Geoffrey Blancaneaux
- Agustín Velotti

I seguenti giocatori sono passati dalle qualificazioni:
- Aziz Dougaz
- Titouan Droguet
- Oriol Roca Batalla
- Nikolás Sánchez Izquierdo

I seguenti giocatori sono entrati in tabellone come lucky loser:
- Oscar José Gutierrez

## Punti e montepremi
| Torneo    | Torneo              | V      | F      | SF    | QF    | 2T    | 1T    | Q    | Q2   | Q1   |
| Singolare | Punti               | 125    | 75     | 45    | 25    | 10    | 0     | 5    | 2    | 0    |
| Singolare | Premi in denaro (€) | 18 290 | 10 770 | 6 370 | 3 710 | 2 180 | 1 320 | N.D. | 660  | 330  |
| Doppio    | Punti               | 125    | 75     | 45    | 25    | N.D.  | 0     | N.D. | N.D. | N.D. |
| Doppio    | Premi in denaro (€) | 7 870  | 4 570  | 2 740 | 1 630 | N.D.  | 920   | N.D. | N.D. | N.D. |

## Campioni

### Singolare
Carlos Taberner ha sconfitto in finale  Manuel Guinard con il punteggio di 6–2, 6–2.

### Doppio
Sadio Doumbia /  Fabien Reboul hanno sconfitto in finale  Robert Galloway /  Alex Lawson con il punteggio di 6(4)–7, 7–5, [10–4].